# Above
Above (укр. Вище) — єдиний студійний альбом американського рок-гурту Mad Season, який вийшов у 1995 році.
Супергурт Mad Season створювався як короткостроковий сторонній проєкт учасників гранджових гуртів Pearl Jam, Alice in Chains та Screaming Trees, що прагнули відмовитися від алкоголю та наркотиків. Рішення про створення альбому музиканти ухвалили після кількох репетицій та концертних виступів. Above був записаний за десять днів і вийшов у березні 1995 року. За три місяці було продано понад 500 тисяч примірників альбому, що зробило Above «золотим» згідно з рейтингом RIAA. Центральна пісня «River of Deceit» досягла другого місця в хіт-параді Billboard Album Rock Tracks і часто звучала на радіостанціях альтернативного року.
Above виділявся на тлі решти гранджової сцени різноманітністю стилів, поєднуючи елементи блюзу, кантрі-року, джазу та металу. Музичний жанр альбому не піддається точної класифікації; критики називали його «блюзовим гранджем», «лаунж-гранджем» або «альт-джаз-фьюжном». Авторство текстів повністю належить Лейну Стейлі, а музика написана разом усіма учасниками Mad Season. Критики стримано прийняли платівку, відзначивши її експериментальний характер, еклектичність та похмуру атмосферу.
Дебютний альбом залишився єдиним для Mad Season. Через чотири роки від передозування помер басист Джон Сондерс, а ще за кілька років — вокаліст Лейн Стейлі. На згадку про загиблих музикантів у 2013 році було випущено подарункове видання, що включало невидані треки та рідкісні відеозаписи концертних виступів.
З часом Above набув репутації одного зі знакових альбомів, записаних за часів занепаду гранджової субкультури. Пісню «River of Deceit» відносять до кращих гранджових композицій, а її концертне виконання — до найбільш пам'ятних моментів у кар'єрі Лейна Стейлі.

## Перше видання

### Ідея виникнення проєкту

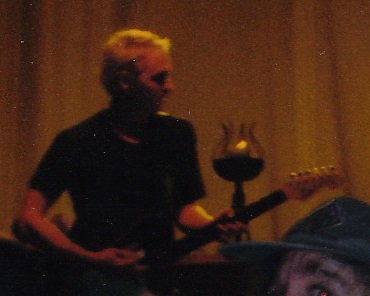
Гітарист Pearl Jam Майк Маккріді

Історія одного з найбільш неоднозначних альбомів альтернативного року дев'яностих розпочалася восени 1994 року. За кілька місяців до цього музичний світ вразило самогубство Курта Кобейна, який довго боровся з наркозалежністю. Ця трагедія була не першою, але стала найгучнішою в ланцюжку смертей героїв грандж-сцени, після чого сіетлський рух пішов на спад. Nirvana розпалася, а її колишні учасники зосередилися на випуску раніше невиданого матеріалу. Alice in Chains відмовилися від участі в концертному турі з Metallica, оскільки вокаліст Лейн Стейлі вів боротьбу з героїновою залежністю, і зникли з поля зору. Одним з гранджових колективів, які продовжували активну діяльність, були Pearl Jam, що записували свій черговий альбом Vitalogy. Саме гітаристові Pearl Jam Майку Маккріді судилося об'єднати на сцені та в студії музикантів ключових грандж-гуртів.

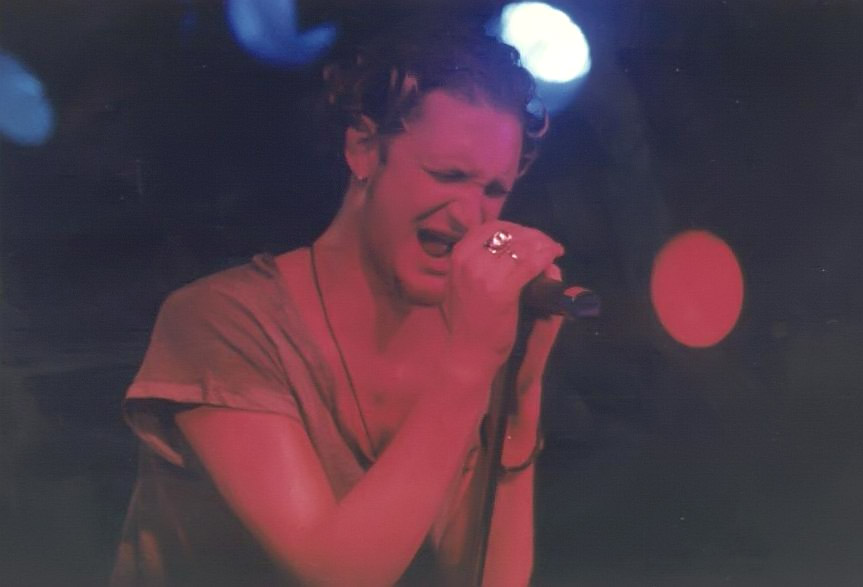
Співак Alice in Chains Лейн Стейлі

Ідея створення проєкту народилася за півтори тисячі миль від центру грандж-сцени — у Міннеаполісі. Саме там восени 1994 року познайомилися 28-річний гітарист Pearl Jam Майк Маккріді та маловідомий 40-річний басист Джон «Бейкер» Сондерс із Чикаго, які лікувалися від алкогольної та наркотичної залежності в реабілітаційній клініці «Хазельден». Музиканти знайшли спільну мову і вирішили допомогти один одному вести здоровий спосіб життя, а потім і спробувати разом щось зіграти або записати. Маккріді не мав труднощів з грошима, тому запросив Сондерса перебратися до Сіетлу і купив йому бас-гітару та інше обладнання. Щоб укомплектувати колектив, Маккріді звернувся до барабанщика Screaming Trees і Skin Yard Баррета Мартіна і вокаліста Alice in Chains Лейна Стейлі. Крім творчих намірів, Маккріді щиро хотів допомогти Стейлі у боротьбі з його залежністю і надав можливість співпрацювати з музикантами, які «зав'язали» з алкоголем та наркотиками.
Музиканти провели кілька спільних репетицій, після чого організували перший публічний виступ. Дебютний концерт відбувся 12 жовтня 1994 року у закладі Crocodile Cafe, популярному серед рок-тусівки Сіетла. Гурт обрав назву Gacy Bunch і виконав кілька власних композицій, частина з яких навіть не мала тексту. Крім того, прозвучала кавер-версія хендріксівської «Voodoo Child». Успішний виступ надихнув Маккріді випустити демозапис, на що Стейлі відповів: «До біса демо, запишемо альбом».

### Робота у студії
Музиканти
- Лейн Стейлі — вокал, гітара;
- Майк Маккріді — електрогітара, акустична гітара;
- Баррет Мартін — барабани, перкусія, контрабас, віолончель, марімба, вібрафон;
- Джон «Бейкер» Сондерс — електричний бас;
- Марк Ланеґан — вокал;
- Скерік — саксофон, перкусія.

Інші
- Даррен Салмієрі — A&R-агент;
- Ріган Хагар — артдиректор;
- Джим Лейн — артдиректор;
- Лейн Стейлі — ілюстратор обкладинки;
- Джон Бертон, Соні Фельо, Сем Хофстедт, Флойд Рейтсма — звукоінженери;
- Кевін Грей — нарізка;
- Дженіфер Файнберг, Менді Ейдга — менеджери з маркетингу;
- Джо Гаствірт — майстеринг;
- Ленс Мерсер — фотограф;
- Mad Season — продюсер;
- Бретт Еліасон — продюсер, звукорежисер;
- Ален Йоханнес — звукоінженер з вокалу;
- Баррет Мартін, Майк Маккріді — продюсери збірки.

Насамперед музиканти відмовилися від старої назви «Gacy Bunch», яка була відсиланням до серійного вбивці Джона Гейсі та телевізійного шоу «The Brady Bunch» (укр. Сімейка Брейді). Натомість Майк Маккріді запропонував назвати проєкт «Mad Season»  (укр. Божевільний сезон). Так у графстві Суррей, де Pearl Jam зводили свій перший альбом, називали пору року, під час якої люди збирали галюциногенні гриби. Цей термін постійно спливав у голові Маккріді при спогадах про період його алкоголізму та наркозалежності.
Місцем запису альбому було обрано сіетлську студію Bad Animals, співвласниками якої були Ненсі та Енн Вілсон з гурту Heart. Продюсером став Бретт Еліасон, який раніше працював з Heart, Pearl Jam та Screaming Trees. Йому асистував Сем Хофстед, штатний інженер Bad Animals. Контроль за проєктом Mad Season доручили Кріші Огеро, яка працювала на менеджера Pearl Jam Келлі Кертіс. Для Огеро це все виглядало як короткостроковий сайд-проєкт без далекосяжних планів, який зібрали для кількох виступів на місцевих майданчиках.
Робота у студії проходила дуже стрімко. Музиканти сідали разом, імпровізували, ділилися своїми ідеями та відразу записували все на плівку. Маккріді був упевнений, що лише так можна було досягти нового звучання. Паралельно із цим Стейлі працював над текстами пісень. Він часто приходив до студії один і експериментував, доки його ніхто не чув. Запис інструментальних партій зайняв близько семи днів, після чого Стейлі знадобилося ще кілька днів для завершення вокальних партій, і ще тиждень пішов на зведення. Подібний підхід більше відповідав процесу роботи в Alice in Chains, тоді як Pearl Jam зазвичай працювали над матеріалом щонайменше кілька місяців до збору студії. Маккріді назвав цей альбом найбільш спонтанним з усього, що він робив; навіть запис триб'ют-альбому Temple of the Dog тривав довше — близько чотирьох тижнів.
Квартет учасників Mad Season запросив для запису альбому кількох знайомих музикантів. Фронтмен Screaming Trees Марк Ланеґан став співавтором і другим вокалістом у двох композиціях: заголовній «I'm Above» та «Long Gone Day». Крім цього, в записі взяв участь джазовий музикант Ерік Волтон, більш відомий як Скерік: йому належить партія саксофона в «Long Gone Day».
Попри бажання Маккріді допомогти Лейну Стейлі впоратися з героїновою залежністю, ця спроба провалилася. Стейлі продовжував вживати наркотики навіть у студії, після чого робота зупинялася на кілька годин, доки вокаліст не прийде у форму. Крім того, Бретту Еліасону доводилося хитрувати, щоб хоча б взагалі заманити Лейна на запис. Продюсер домовлявся із сусідом Лейна по кімнаті, щоб той своєчасно будив вокаліста, який проводив більшу частину часу будинку на дивані, і відправляв його до студії.
Після закінчення запису гурту довелося виступити кілька разів для місцевої публіки. Напередодні Нового року Mad Season стали хедлайнером шоу у клубі RKCNDY, із гуртом Second Coming на розігріві. 8 січня 1995 на радіо Self-Pollution Radio пройшла масштабна трансляція за участю багатьох сіетлських гуртів. Mad Season також взяли участь у радіопрограмі, що транслювалася з будинку вокаліста Pearl Jam Едді Веддера, представивши нові пісні «Lifeless Dead» та «I Don't Know Anything». Лейна Стейлі також запросили для запису однієї з композицій Second Coming «It's Coming After», і він регулярно приєднувався до гурту під час живих виступів.
Музиканти Pearl Jam і Alice in Chains по-різному поставилися до запису альбому і діяльності супергурту. Майк Маккріді завжди раніше залишався в тіні своїх колег по Pearl Jam, тому вони навіть заохочували гітариста спробувати свої сили у більш комфортних обставинах. Їх також тішило, що проєкт допомагав Маккріді позбутися згубної пристрасті до алкоголю. Штаб гурту Alice in Chains ставився до сайд-проєкту Стейлі насторожено. Виступи з Mad Season викликали у навколишніх багато запитань, оскільки незадовго до цього Alice in Chains скасували свій гастрольний тур, пославшись на проблеми зі здоров'ям Стейлі. Крім цього, гітарист Джеррі Кантрелл ревнував Лейна, який замість возз'єднання з Alice in Chains вважав за краще зайнятися чимось іншим.

### Вихід альбому
Альбом вийшов 14 березня 1995 року на лейблі Columbia Records. Назва Above походить від назви композиції «I'm Above». Автором чорно-білого малюнка з обкладинки, на якому цілується пара, став особисто Лейн Стейлі. Вокаліст перемалював фотографію, на якій зняли його та колишню наречену Демрі Перрот.
Above потрапив до американського чарту Billboard 200 і досяг у ньому 24-го місця. Альбом також опинився у сотні найкращих у Канаді, Норвегії, Швеції та Великій Британії. Серед трьох синглів — «River of Deceit», «I Don't Know Anything» та «Long Gone Day» — найбільшу популярність отримав перший. Режисер Джош Тафт зняв чорно-білий відеокліп на цю пісню. 13 травня «River of Deceit» досягла другого місця в чарті Billboard Album Rock Tracks. Крім того, композиція посіла дев'яте місце у чарті Modern Rock Tracks. Цей успіх став найбільшим для тогочасних гранджових супергуртів: подібним досягненням не могли похвалитися ані Temple of the Dog, ані Brad.
Більшість музикантів Mad Season грали у фінансово успішних гуртах, тому вони не замислювалися про майбутні продажі альбому. На його підтримку не було зіграно жодного концерту, не кажучи вже про гастрольний тур. Проте попит на платівку нового проєкту виявився несподівано високим. До 14 червня було продано півмільйона копій і Above отримав «золотий» статус від Американської асоціації звукозаписних компаній. Майк Маккріді згадував: «Я очікував, що альбом непогано продаватиметься, тому що ми грали у досить популярних гуртах і платівку випускала Columbia Records. Але я не сподівався, що він стане золотим. Це зірвало дах».
У квітні 1995 відбувся концерт Mad Season у Театрі Мура. Пізніше з'ясувалося, що виступ став останнім для гурту у цьому складі. Ходили чутки, що Mad Season планували взяти участь у телевізійному шоу Saturday Night Live, але цього так і не відбулося.
У 1996 році, на хвилі успіху Above, Джон Сондерс запропонував записати другий альбом Mad Season. Маккріді та Мартін підтримали ідею та почали запис інструментальних демоверсій разом з Пітером Баком із R. E. M. Платівка отримала робочу назву Disinformation, але так і не була завершена. Лейн Стейлі не зумів подолати героїнову залежність, став вести затворницький спосіб життя і жодного разу не з'явився у студії. Запрошений замість нього Марк Ланеґан зацікавився трьома піснями та записав для них вокальні партії. На цьому робота над альбомом припинилася, а учасники повернулися до своїх основних проєктів: Маккріді — у Pearl Jam, а Мартін — у Screaming Trees.
Залишившись один, Сондерс у 1997 році приєднався до американського рок-гурту The Walkabouts. Його фінансове становище ускладнювала позика, яку він узяв для запису другого альбому Mad Season і не зміг погасити. Сондерс сильно переживав із цього приводу і знову почав вживати наркотики. В 1999 його здоров'я не витримало, і він помер від передозування героїну. Стейлі помер трьома роками пізніше за схожих обставин. Пізніше на музичному сайті fuse.tv напишуть, що «за 20 років мета гурту досягнута лише наполовину», оскільки двоє з чотирьох його учасників загинули.

### Чарти та сертифікації
| Хіт-парад (1995)                          | Найвища позиція |
| ----------------------------------------- | --------------- |
| Канада Canada Top Albums/CDs (RPM)        | 65              |
| Норвегія Norwegian Albums (VG-lista)      | 24              |
| Швеція Swedish Albums (Sverigetopplistan) | 46              |
| Велика Британія UK Albums (OCC)           | 41              |
| США Billboard 200                         | 24              |

| Регіон                                                                                          | Сертифікація | Продажі  |
| ----------------------------------------------------------------------------------------------- | ------------ | -------- |
| США (RIAA)                                                                                      | Золотий      | 500 000^ |
| *продажі, що базуються лише на сертифікаціях ^відвантаження, що базуються лише на сертифікаціях |              |          |

| Рік                                         | Сингл                   | Найвища позиція | Найвища позиція | Найвища позиція | Найвища позиція |
| Рік                                         | Сингл                   | US Main         | US Mod          | CAN             | CAN Alt.        |
| ------------------------------------------- | ----------------------- | --------------- | --------------- | --------------- | --------------- |
| 1995                                        | «River of Deceit»       | 2               | 9               | 68              | 8               |
| 1995                                        | «I Don’t Know Anything» | 20              | —               | —               | —               |
| «—» означає, що сингл не потрапив до чарту. |                         |                 |                 |                 |                 |

## Перевидання

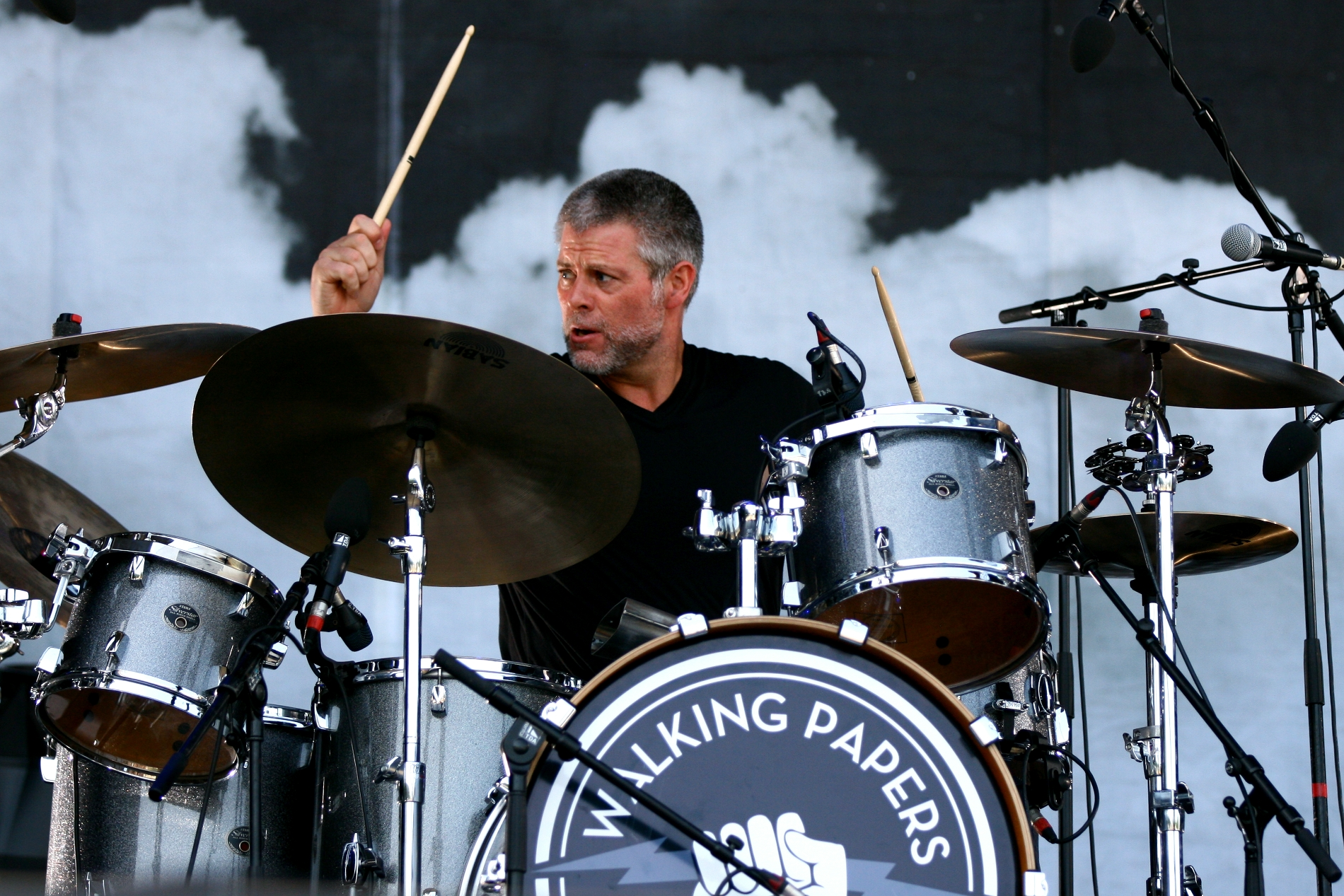
Барабанщик Баррет Мартін

У жовтні 2012 року барабанщик Баррет Мартін оголосив про майбутнє перевидання альбому, яке присвячувалося загиблим Лейну Стейлі та Джону Сондерсу. Маккріді та Мартін анонсували вихід ремастерингової версії альбому, DVD із записом концерту в Театрі Мура, кількох невиданих концертних записів та трьох пісень, які гурт встиг записати для другого альбому разом із Пітером Баком та Марком Ланеганом. Мартін додав: «Три пісні, для яких Марк Ланеґан написав тексти та заспівав, … входять до числа найважчих і найкрасивіших пісень зі зроблених Mad Season, і я знаю, що Лейну і Бейкеру вони б сподобалися».
У квітні 2013 вийшло подарункове видання Above, яке складалося з трьох дисків. До першого аудіодиску увійшли ремастерингові композиції з оригінального альбому та п'ять бонус-треків, включаючи пісні, які Маккріді та Мартін записали у 1996 році з Марком Ланеганом, та кавер-версію пісні Джона Леннона «I Don’t Wanna Be a Soldier Mama». Другий аудіодиск містив запис останнього концерту Mad Season, який відбувся 29 квітня 1995 року у Театрі Мура у Сіетлі. На концерті гурт виконав альбом Above цілком, додавши пісню «I Don't Wanna Be a Soldier». До складу третього DVD-диску увійшов відеозапис концерту Live at The Moore, рідкісні кадри виступу гурту в клубі RKCNDY 31 грудня 1994 року і дві пісні, які прозвучали на радіо Self-Pollution Radio 8 січня 1995 року.
Музичні критики відзначали, що Above вийшов у епоху смерті гранджу, і розчаровувалися, що два з чотирьох музикантів Mad Season померли через кілька років після виходу альбому. Альбом, який став для гурту першим і єдиним, подарував слухачам один гучний хіт — «River of Deceit». Маккриді та Мартін розглядали Above як історичний документ, який нагадував, де вони самі і їхні друзі були в той час. «Ми пам'ятаємо лише найкраще в наших друзях, які вже пішли», — написав Баррет Мартін в анотації. І найзворушливіше, що ми пам'ятаємо, — це музика, яка нас об'єднувала.

## Зміст альбому

### Музичний стиль
Спочатку проєкт Mad Season, заснований в середині 1990-х років на тлі «саунду Сіетла», що набрав популярність, здавався черговим сайд-проєктом успішних грандж-виконавців. І хоча «грандж» справді став одним із «інгредієнтів у формулі Mad Season», Above вийшов складним та експериментальним альбомом, що важко піддається стандартизованій класифікації. Майк Маккріді в інтерв'ю Guitar World не зміг описати жанрову приналежність альбому і сказав, що в ньому «трохи джазу, трохи блюзу, трохи стадіонного року».
Звучання платівки виділялося серед інших записів того часу, передусім завдяки еклектичному складу учасників Mad Season. Супергурт об'єднав музикантів з різними уподобаннями, життєвим та музичним досвідом, які тимчасово залишили свої основні колективи, щоб записати щось абсолютно нове та свіже. Критики по-різному охарактеризували суміш із блюзових басових партій Джона Сондерса, етнічної перкусії у виконанні Баррета Мартіна, кричущого «плантівського» вокалу Лейна Стейлі та вибухових «саббатівських» гітарних рифів Майка Маккриді, називаючи це «блюзовим гранджем», «лаунж-гранджем» або навіть «альт-джаз фьюжном».
Баррет Мартін згадував, що коли учасники Mad Season вперше зібралися разом і почали пошуки свого звучання, вони вважали себе блюзовим гуртом, оскільки ця музична «мова» була зрозуміла кожному. Це також пояснюється музичними інтересами Джона Сондерса, який був значно старшим за інших, виріс в Алабамі і провів багато років у Чикаго та Міннеаполісі, де виступав на одній сцені з Х'юбертом Самліном та The Lamont Cranston Band. Вплив блюзової традиції найбільше відчувається в піснях «I Don't Know Anything» та «Artificial Red», для останньої з яких оглядач Rolling Stone Барбара Девіс підібрала назву «штучний блюз». Mad Season запозичили у блюзу не стільки структуру пісень, скільки сумну, тривожну атмосферу. Композиції тривають в середньому по шість-сім хвилин, а монотонне, неквапливе звучання наповнюється важкими рифами, то ксилофонними переборами. Стівен Томас Ерлевайн з AllMusic зазначав, що «хоча саксофоніст додає фарб у „Long Gone Day“, недолік мелодизму зрештою перетворює Above у важку музику під настрій».
У ретроспективі Баррет Мартін назвав Mad Season не просто блюзовим колективом, але й одним з найважчих блюзових гуртів Сіетла, звучання якого було незвичайним і унікальним для того часу та ери постгранджу. На альбомі відчувається сильний вплив «металевих» жанрів рок-музики, типовий для гранджу. Звучання Pearl Jam і Alice in Chains дійсно поєднувало в собі панк і класичний рок, а Лейн Стейлі раніше грав у глем-роковому гурті Alice N' Chains, але на Above посилання до стилістики металу стали ще очевиднішими. Гітарні партії Майка Маккріді на «Lifeless Dead» та інших композиціях, важкі рифи та синергія гітари з ритм-секцією дали оглядачам можливість порівнювати його з Джиммі Пейджем із Led Zeppelin.
Невіддільною частиною альбому став вокал Лейна Стейлі та Марка Ланегана. Фронтмен Alice in Chains так і не зміг упоратися зі смертельно небезпечною звичкою, через що його голос на записі звучав стомлено. Барбара Девіс із Rolling Stone зазначила, що попри «кристально чистий» голос Стейлі на останній пісні альбому, «останнє слово» залишається за дуетом Стейлі та Ланегана на «Long Gone Day». Хворобливий стан Стейлі не дозволив йому взяти участь у записі нових пісень, але його місце з успіхом зайняв Ланеган. Метт Меліс з Consequence of Sound писав: «Ланеган підключається, щоб оживити інструментальні композиції своїм блюзовим баритоном, і в результаті вам хочеться, щоб Мартін і Маккріді довірили йому закінчити ще кілька пісень». С. Т. Ерлевайн зазначав: «Ланеган додав статечності, якої бракувало душевно змученому Стейлі. Ланеган є настільки ж динамічним фронтменом, як і Стейлі, але здається, ніби він висічений з граніту, через що бонус-треки стають дещо переконливішими, ніж оригінальний альбом».

### Композиції
Оригінальне видання (1995)
| #   | Назва                   | Тривалість |
| --- | ----------------------- | ---------- |
| 1.  | «Wake Up»               | 7:38       |
| 2.  | «X-Ray Mind»            | 5:12       |
| 3.  | «River Of Deceit»       | 5:04       |
| 4.  | «I'm Above»             | 5:44       |
| 5.  | «Artificial Red»        | 6:16       |
| 6.  | «Lifeless Dead»         | 4:29       |
| 7.  | «I Don't Know Anything» | 5:01       |
| 8.  | «Long Gone Day»         | 4:52       |
| 9.  | «November Hotel»        | 7:08       |
| 10. | «All Alone»             | 4:12       |

Альбом відкриває композиція «Wake Up», в якій спокійний голос Стейлі в кульмінаційний момент перетворюється на відчайдушний крик «For little peace from God you plead!» (укр. Ти просиш хоч трохи умиротворення у Бога). Стівен Дойснер із Pitchfork вважав пісню розвитком стилістики похмурої «Planet Caravan» у виконанні Black Sabbath, а в журналі Rolling Stone її назвали «жахливим крипто-джазом». Слідом за прохідною «X-Ray Mind» звучить центральна пісня альбому, кантрі-рокова «River Of Deceit». Далі гурт продовжує експерименти, і в середині глем-панкової «I'm Above» з'являється соло на акустичній гітарі. П'яту композицію — «Artificial Red» — Метт Меліс з Consequence of Sound порівняв з «гранджовим блюзом, який пливе по заповненій димом кімнаті». Друга половина платівки починається з однієї з найенергійніших пісень на альбомі, «Lifeless Dead», яку в Rolling Stone назвали «помпезним стадіонним роком з пихатими римами». За нею йде похмура суміш блюзу, гранджу і важких гітарних рифів, «двотонний металевий грув» (згідно з визначенням Rolling Stone) «I Don't Know Anything». Ближче до кінця альбому Стейлі та Ланеган дуетом виконують баладу «Long Gone Day» у супроводі марімби та саксофону. Інструментальну «November Hotel» Майк Маккріді присвятив своєму батькові, що під час війни у В'єтнамі літав на винищувачі з аналогічним написом на хвості, порівнявши громові барабани та гітарне соло зі зльотом «Фантома» з авіаносця. Завершує платівку пісня «All Alone», в центрі якої спокійний голос Стейлі звучить на тлі монотонної, схожої на сітар гітари.
Бонус-треки до перевидання (2013)
| #   | Назва                        | Тривалість |
| --- | ---------------------------- | ---------- |
| 11. | «Interlude»                  | 0:43       |
| 12. | «Locomotive»                 | 4:33       |
| 13. | «Black Book Of Fear»         | 6:05       |
| 14. | «Slip Away»                  | 5:38       |
| 15. | «I Don't Wanna Be A Soldier» | 5:52       |

Перше видання альбому мало завершуватися короткою інструментальною композицією «Interlude», але її вирізали з остаточної версії Above. Лише через 18 років цей менш ніж хвилинний гітарний програш Майка Маккріді включили до перевидання. Наступні три пісні, які вийшли у 2013 році, Mad Season записали під час єдиної студійної сесії під час роботи над другим альбомом Disinformation. Замість Лейна Стейлі, який після смерті колишньої нареченої Демрі Перрот покінчив із музикою, вокалістом став Марк Ланеґан. Метт Меліс порівняв перший бонус-трек «Locomotive» з «пихкаючим локомотивом, за яким женуться чорти». За описом критика, «Ланеган загрозливо гарчить на тлі Мартіна, що шалено барабанить, і ще залишається місце для Маккріді, який виконує найбільш розкуте соло з часів „November Hotel“». У двох інших піснях — «Black Book Of Fear», яку гурт записав спільно з Пітером Баком з R. E. M., і «Slip Away» — голос Ланегана звучить більш проникливо на тлі м'яких аранжувань. Нечисленні закінчені композиції з другого альбому показували, що Mad Season були готові уникнути похмурої блюзової атмосфери Above і повернутися до більш традиційного гранджового звучання. Список бонус-треків завершує кавер-версія «I Don't Wanna Be A Soldier» у виконанні Лейна Стейлі, записана в 1995 році для триб'юту Джона Леннона Working Class Hero.

### Тематика текстів
Above став єдиним альбомом, усі тексти якого належать Лейну Стейлі. Перед початком спільної роботи Майк Маккріді сказав Стейлі, що той може робити все, що захоче. Маккріді згадував: «Усі тексти були дуже щирими. Не те щоб інші його речі не були такими, але це його [Стейлі] зробило розкутим. Це, до того ж був його крик про допомогу. Я відчуваю щирість та біль у його текстах. Він був страшенно крутий».
Під час запису альбому Стейлі читав класичну збірку поезії Халіля Джебрана «Пророк». Рядки одного з віршів лягли в основу пісні «River of Deceit», ліричний герой якої розповідає про боротьбу зі згубною звичкою. «My pain is self-chosen / Or so the prophet said …» (укр. Я сам вибрав свій біль / Або так сказав пророк …) — так Стейлі оцінював власну роль у своїх пристрастях. Вибираючи між продовженням боротьби та смиренням, він додає: «A head full of lies is the weight, tied to my waist» (укр. Голова, повна брехні, — це тягар, прив'язаний до моєї талії) — і констатує, що промінь надії міг бути простим самообманом.
Баррет Мартін читав «Пророка» раніше і часто обговорював цю книгу зі Стейлі у студії. За словами Мартіна, Лейн був переконаний, що за допомогою своєї музики виконує духовну місію. Його тексти були похмурими, оскільки він був упевнений, що світові завжди передує темрява і вони не можуть існувати один без одного. На думку Мартіна, ця тема проходила через багато текстів Стейлі в Mad Season і Alice in Chains, тому що «він сам знаходився на межі світла і темряви, у місці, звідки видно обидва боки».
Більшість текстів пісень Стейлі на Above відображала його боротьбу з героїновою залежністю та інші особисті проблеми. На думку оглядача Pitchfork, на відміну від їдких і агресивних текстів Alice in Chains, на цьому альбомі Стейлі більше займався самоаналізом, що переростав в психоаналіз. Барбара Девіс з Rolling Stone виявила в текстах приховані посилання до реалій депресивного Сіетла, як, наприклад, «Rich and growing sicker / Sell the dead ones quicker» (укр. Багаті та хворі швидше продають мертвих) в «X-Ray Mind». Стівен Томас Ерлевайн стверджував, що члени гурту, більшість з яких вже не потребували комерційного успіху, могли собі дозволити багато чого, і про їхній вплив свідчить той факт, що їхні «важкі пісні, що оголюють душу» випустив мейджор-лейбл. Ерлевайн назвав вірші Стейлі «інертними та невибагливими, що можна пробачити гуртові, який використовує рок-н-рол як терапію».
З урахуванням подальшої долі Лейна Стейлі, деякі тексти пізніше були сприйняті у новому світлі. У журналі PopMatters помітили, що нав'язливі крики фронтмена («Вниз, вниз. Я сам вибрав свій біль») і спроба вмовити себе («Невже я так проводжу свої дні, відновлюючись від смертельної хвороби?») звучать як сумне передбачення власної смерті від передозування наркотиків. На думку оглядача, разом із накладеним на голос ефектом «примарної» реверберації складалося враження, ніби Стейлі «закликає до цього страшного самоаналізу з довгого порожнього коридору».

### Концертні записи
Крім студійних композицій, подарункове видання містило кілька записів концертних виступів, включаючи повний концерт Mad Season у клубі RKCNDY та уривки з виступу гурту на радіостанції Pearl Jam Self-Pollution Radio. Серед інших вирізняється запис останнього концерту Mad Season, який пройшов 29 квітня 1995 року в театрі Мура. Відеозапис цього шоу виходив раніше на VHS, проте включав не всі виконані пісні. Нове видання містило вирізані раніше пісні «Wake Up», «Artificial Red», «I'm Above» та «I Don't Want To Be a Soldier», оформлені у вигляді окремих бонус-треків і не включені до професійно змонтованої версії. Чотири пісні було знято однією камерою, що зробило запис схожим на бутлег. У подарункове видання також увійшов повний аудіозапис концерту.
С. Т. Ерлевайн вважав, що «бонус-треки не змінюють загального враження від альбому, але дають найвідданішим шанувальникам можливість насолодитися раритетними записами». Метт Меліс (CoS) відзначив кілька пам'ятних моментів: Маккріді у футболці Mudhoney, що грає на гітарі, занесеній за голову; Баррета Мартіна, що стукає по барабанах голими руками; виснаженого Стейлі, що повторює «I'm alone» на сцені, залитій м'яким світлом, поки за його спиною навшпиньки крадеться Сондерс. У журналі Pitchfork, навпаки, вважали живі виступи природнішими: «Те, що здавалося інертним у студії, на сцені звучить легко і невимушено». Стівен Дойснер виділив особливо енергійну імпровізацію на тлі потужної ритм-секції в «Lifeless Dead», авангардні пасажі Скеріка на саксофоні під час ленонівської «I Don't Wanna Be a Soldier» і 14-хвилинну версію «November Hotel». Він також звернув увагу на соло Маккріді з гітарою за головою і резюмував: «Це виглядало страшенно безглуздо, але саме тому на це звертаєш увагу: єдиний епізод у житті Mad Season, коли комусь вдалося посміхнутися». Джем-сейшен «November Hotel» (один з небагатьох записів, де Лейн Стейлі грає на ритм-гітарі) відзначили й в журналі PopMatters, назвавши його «наповненим енергією любові до своєї музики та подяки своїм шанувальникам».

## Відгуки та критика
1 квітня 1995 року у тижневику Billboard вийшла замітка, в якій йшлося про високі шанси альбому Above стати комерційно успішним та отримати позитивні відгуки критиків. Редактори назвали альбом «задумливим гітарним рок-н-ролом у стилі класичного Смарагдового міста, що відроджує раннє звучання всіх трьох гуртів [Alice in Chains, Pearl Jam та Screaming Trees]». В цілому він був охарактеризований як «потужний спільний проєкт». Прогноз Billboard виправдався лише частково: сингл «River of Deceit» дійсно став радіохітом, а альбом отримав «золотий» статус, проте оцінки музичних критиків були не настільки захопленими. Готовність членів гурту безстрашно експериментувати з не дуже «роковими» музичними інструментами призвела до того, що за Above закріпилася репутація безладної та розфокусованої роботи. Лейн Стейлі навіть поскаржився на «ідіотські огляди», заявивши, що принаймні самі музиканти під час запису Above «класно потусувалися».
20 квітня 1995 року в журналі Rolling Stone вийшла рецензія, у якій Барбара Девіс оцінила альбом на дві з половиною зірки з п'яти. Девіс вважала, що «у музикантів Mad Season немає особливої „хімії“, яка привела до успіху їхні основні гурти; однак у нового колективу є харизма і, що ще важливіше, готовність до ризикованих художніх рішень у спробі створити щось свіже». Наступного дня журнал Entertainment Weekly дав альбому оцінку «С» і назвав його «зразком тужливої металевої летаргії». Чак Едді зауважив, що «якщо найжиттєрадісніша пісня називається „Безживно мертва“, це серйозна проблема». У червні вийшла розгромна рецензія в журналі Spin: альбом отримав оцінку 4 з 10 («Слабо») і був названий «просоченою ностальгією вправою з написання рок-балад 70-х років», порівняно з якою навіть пісні Aerosmith здаються авангардом. Більш прихильною була стаття в липневому номері журналу Melody Maker: платівку порекомендували до прослуховування завдяки пісням «I'm Above» та «Long Gone Day», схожим на «кантрі-саббатівську комбінацію Alice in Chains і Screaming Trees», і порівняли з «освіжаючою відпусткою від тягаря корпоративної ультразірковості».
Друга хвиля критики послідувала за перевиданням в альбомі 2013 року. Рецензенти розглядали Above крізь призму подій, що призвели до розпаду Mad Season: дебютний альбом вийшов за часів заходу гранджу і залишився для супергурту єдиним, оскільки двоє музикантів трагічно загинули за кілька років. Джон Долан із Rolling Stone поставив Above три зірки з п'яти: він назвав музику Mad Season «безсистемним важким блюзом, що очищає свідомість» і додав, що «важко слухати Стейлі, який співає „Я вибрав свій біль сам / Принаймні я в це вірю“ коли знаєш, що через кілька років він і Сондерс будуть мертві». Стівен Дойснер із Pitchfork поставив альбому невисоку оцінку «4,6 з 10», назвавши його «приголомшливо егоцентричною платівкою, яка, можливо, вбила грандж». Метт Меліс із Consequence of Sound назвав альбом «одним з унікальних проєктів останніх днів епохи гранджу» і надав йому рейтинг «B-». Стівен Томас Ерлевайн з AllMusic оцінив бонус-треки трохи вище, ніж пісні з оригінального альбому, але додав, що вони не змінюють загального враження. Нарешті, Джей Сі Мачек III (PopMatters) назвав перевидання альбому «епітафією» гуртові, який передчасно припинив своє існування, оцінивши його в сім зірок із десяти.

## Історичне значення
Попри стримані відгуки критиків, з часом Above стали вважати одним з найбільш примітних гранджових альбомів. У квітні 2019 року журнал Rolling Stone помістив Above на 18-е місце у списку найкращих альбомів гранджу. Джейсон Ньюман зазначив, що платівка була породжена «кровозмішувальним музичним кліматом Сіетла в середині 90-х», і вважав, що «неповторний вокал Стейлі у поєднанні з одночасно каламутним і широким гітарним звуком» робить запис «ідеальним гібридом Alice in Chains і Pearl Jam». Альбом посів 18-е місце і в списку найкращих гранджових альбомів за версією онлайн-журналу Loudwire. Редактори з жалем зазначили, що і Стейлі, і Сондерс «програли бій зі своїми хімічними демонами, ніби втіливши в життя жахливе пророцтво, з якого розпочиналися Mad Season». Серед іншого, Дейв Ліфтон (Diffuser.fm) включив Above до списку найвпливовіших гранджових альбомів, а Артем Афанасьєв («Союз») назвав його хронологічно останнім альбомом з тих, без яких неможливо уявити грандж.
Окремі пісні з Above також залишили свій слід в історії музики. Хітова «River of Deceit» потрапила на 33-е місце в списку кращих гранджових пісень, опублікованому в журналі Paste, і була названа показовим прикладом гранджових колаборацій. До списку тридцяти пісень, які є невіддільною частиною гранджу за версією музичного блогу Stereogum, потрапила «Wake Up» — «жалібна пісня, в якій Лейн Стейлі марно намагався докричатися до себе самого».
Концертна версія «River of Deceit» вважається одним з головних моментів у кар'єрі співака Лейна Стейлі. Журнал Rolling Stone включив її до списку десяти кращих виступів фронтмена Alice in Chains, назвавши саму композицію «видатною» і відзначивши чудове виконання Стейлі під час останнього концерту Mad Season. Онлайн-журнал Loudwire включив живі версії «River of Deceit» і «Love, Hate, Love» до десятки найнезабутніших моментів з Лейном Стейлі.